# Dasyhelea pumila
Dasyhelea pumila är en tvåvingeart som beskrevs av John William Scott Macfie 1939. Dasyhelea pumila ingår i släktet Dasyhelea och familjen svidknott. Inga underarter finns listade i Catalogue of Life.